# ニジェール・コンゴ語族

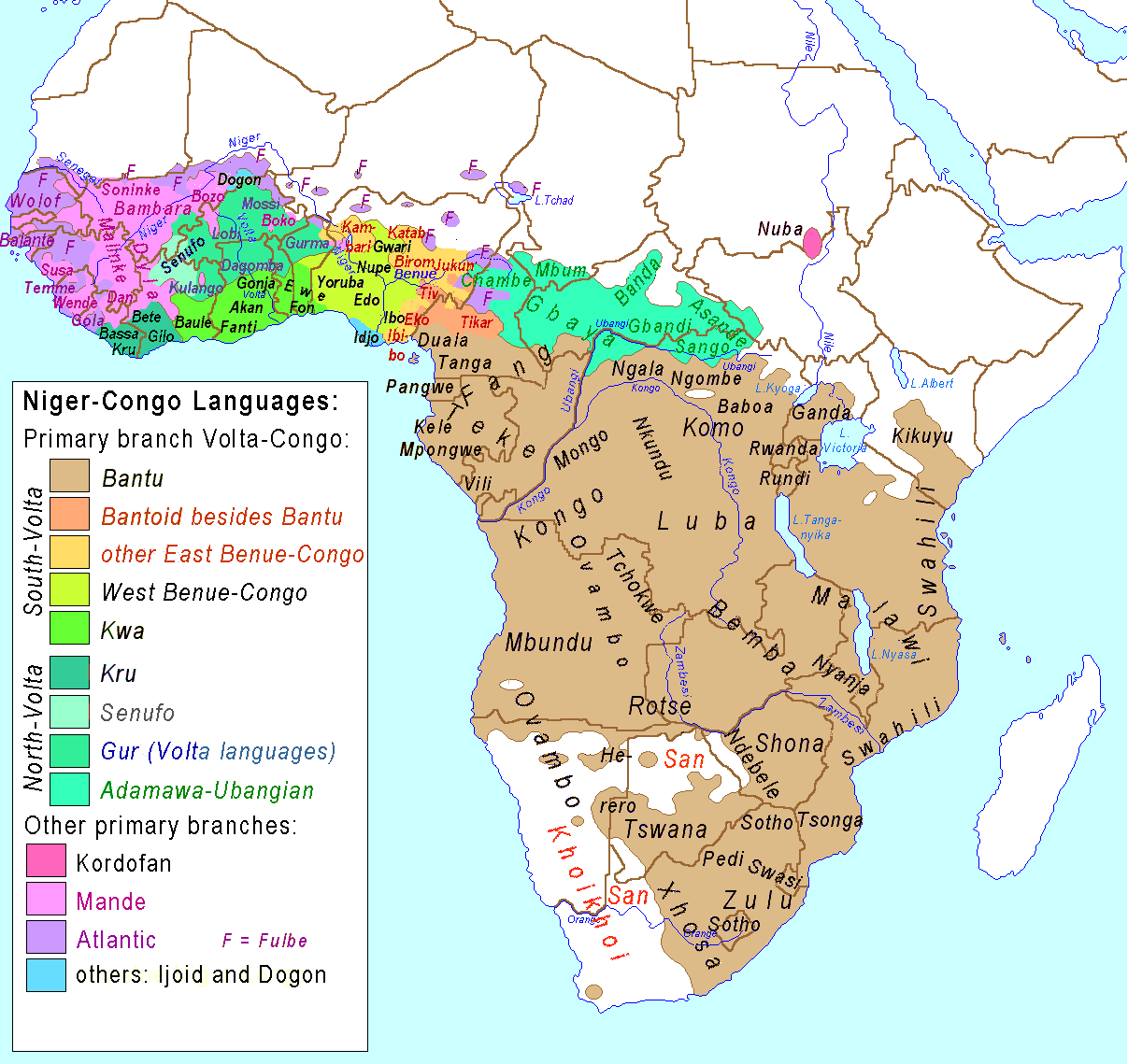
ニジェール・コンゴ語族の広がり

ニジェール・コンゴ語族（ニジェール・コンゴごぞく）は、大きな語族の一つであり、サハラ砂漠以南のアフリカの大部分の言語を含む。アフリカで面積・話者数・言語数からいって最も大きい語族であり、世界的にも言語数では（言語の分類にもよるが）最も大きいといわれる。

## 概要
多くの言語に共通する特徴として名詞クラス（名詞の文法的分類で、ヨーロッパ語の性をさらに細かくしたようなもの）があり、また声調言語が多い。この中で特に大きいグループがアフリカ中南部に広がるバントゥー系民族のバントゥー語群であるが、それ以外にも多数の言語がある。ニジェール・コルドファン語族ということもあるが、この名は特にコルドファン語派を含めることを強調して用いる。

## 研究史
ニジェール・コンゴ諸語が語族として認識されるようになったのは、比較的最近（1970年代）である。まずS. W. Koelleが1854年に詳細な分類を行った。彼は大西洋諸語が、サハラ以南の他の多くの言語と同じく名詞の分類に接頭辞を用いることを示し、これによって現在のニジェール・コンゴ語族の範囲が大まかに示された。これはBleek、さらにのちにMeinhofに影響を与え、彼らはバントゥー語群というまとまりを認めた。その後、これらの言語は一般にバントゥー語群と「その他の言語」に分けられ、「その他の言語」は典型的なバントゥー語の特徴を獲得していない言語、もしくは古くあったその特徴を失った言語と考えられた。Meinhofの弟子ディードリヒ・ヘルマン・ヴェステルマンは、当時のスーダン諸語を東スーダン諸語と西スーダン諸語に分類し（1911年）、西スーダン諸語祖語の比較言語学的再構を行い（1927年）、さらにバントゥー諸語と西スーダン諸語には関係があると結論した（1935年）。
この後を承けてジョーゼフ・グリーンバーグは、西スーダン諸語とバントゥー諸語は単一の系統をなすと主張し、これをニジェール・コンゴ語族と命名した（1949-1954年）。バントゥー諸語はベヌエ・コンゴ語群の支派であるとし、アダマワ・東部諸語（かつては別個の言語とされた。現在はアダマワ・ウバンギ語群と呼ぶ）もこのグループに属すとした。またフラニ語は大西洋語群に属すとした。彼は1963年にこれらを成書 (The Languages of Africa )としてまとめたが、その直前に分類を改訂し、コルドファン語派をニジェール・コンゴ語派とともに大きな語族の中の語派として認め、ニジェール・コルドファン語族と命名した。グリーンバーグの考えは最初は批判的に見られたが、次第に広く支持されるようになった（ただし現在でも全言語の共通祖語は確実には再構されておらず、この語族を認めない意見もある）。BennetとSterk（1977年）は、語彙統計学に基づいて内部再分類を行い、これをもとにしてさらにBendor-Samuel（1989年）が再分類を行った。彼らはコルドファン諸語を初期に分岐した1分派であると考え、再度「ニジェール・コンゴ」という用語の使用を勧め、これは現在多くの言語学者に用いられている。現在も多くの分類でコルドファン諸語は最も遠い分派と位置づけられているが、これは少数の語彙対応によるもので、むしろその他の言語が一つにまとまるという証拠もある。同様に、マンデ語派（名詞クラスがない）は2番目に遠く離れた言語と考えられることが多い。
さらにヴェステルマン以来、ニジェール・コンゴ語族（ヴェステルマンの「西スーダン諸語」）とナイル・サハラ語族（「東スーダン諸語」）の間にも関係があるとする意見もたびたび出されているが、これは一般に認められてはいない。コルドファン語派をニジェール・コンゴ語派の一部と考える人もいる。セヌフォ語群は従来グル語群の中に含められてきたが、現在は普通、ボルタ・コンゴ語群から早期に分離したと考えられている。また、マンデ語派はニジェール・コンゴ語族でなくナイル・サハラ語族であるとする議論もある。孤立的言語のラール語（チャド）、ムプレ語（ガーナ）、ジャラア語（ナイジェリア）はニジェール・コンゴ語族に含められることもあるが、結論は出ていない。カドゥ諸語は、かつてはコルドファン語派に分類されていたが、現在はナイル・サハラ語族に分類される。

## 共通の特徴

### 音韻論
ニジェール・コンゴ語族は基本的には開音節的（CV）である。祖語の典型的語構造はCVCVだったと考えられ、この構造はバントゥー諸語などに残っているが、その他の多くの言語では音韻変化によって変化している。動詞は語根と1つまたは複数の接尾辞からなる。名詞は語根と、その前に付く名詞クラス接頭辞（(C)V- の形、ただし摩耗していることもある）からなる。
子音
いくつかの語派の祖語について2つの子音クラスが示されている。これらは一般には硬音と軟音（'fortis' and 'lenis'）の区別とされている。またニジェール・コンゴ祖語の調音点は5種（両唇音、歯茎音、硬口蓋音、軟口蓋音、両唇軟口蓋音）が考えられている。
母音
多くのニジェール・コンゴ諸語には、ATR（advanced tongue root：舌根前進）に基づく母音調和がある。この母音調和では、舌根の位置が母音の分類の音韻的基礎となる。完全な形では [+ATR] /i, e, ə, o, u/ と [-ATR] /ɪ, ɛ, a, ɔ, ʊ/ という5種類の母音がそれぞれ分類される。このような分類は今でも一部言語（ガーナ・トーゴ山地諸語など）に見られ、多くの言語ではこれが簡略化されたシステムが見られる。大西洋祖語、イジョイド祖語、ボルタ・コンゴ祖語では10母音が再建されたことから、ニジェール・コンゴ語族の元来の母音システムは10母音であったという仮説が提唱された（Williamson）。一方、アカン・バントゥー祖語で7母音が再建されている（Stewart）。
鼻母音
ニジェール・コンゴ語族には、通常の母音と対照的な鼻母音があったとする考えもある。Steward（1976年）はボルタ・コンゴ祖語の再建にあたり、鼻子音は鼻母音の影響で成立したとの仮説を立てており、音素としての鼻子音を欠く言語もいくつかある（非鼻母音の前には非鼻子音、鼻母音の前には鼻子音と相補分布する）ことからも、この仮説は支持される。これに続いて母音の鼻/口対立が消失すれば、鼻子音が音素として成立すると考えられる。これまでの報告すべてにおいて、 /m/ が最初に音素化した鼻子音である。現在の言語には一般に鼻母音はごく少ないが、カセム語（Kasem）には非鼻母音が10と鼻母音が7あり、ヨルバ語には非鼻母音が7と鼻母音が5ある。
声調
大多数の現代語は声調言語である。典型的なニジェール・コンゴ声調システムは2または3の対立する音高からなる声調である。4音高声調は少なく、5音高声調はごくまれである。非声調言語はごく少なく、その中でスワヒリ語がよく知られるが、大西洋語群にも少しある。ニジェール・コンゴ祖語は2音高からなる声調言語だったと考えられ、このような単純な声調から、子音の影響などにより、より複雑な声調が発達したと考えられている。複雑な声調を持つ言語では、それを文法機能よりも語彙弁別機能に用いる傾向がある。

### 名詞クラス
ニジェール・コンゴ語族の特徴には名詞クラスがあり、すべての言語に少なくとも名詞クラスの痕跡が見られる。

### 語順
現代語ではSVO型が圧倒的に多いが、マンデ語派、イジョイド語群、ドゴン語群などSOV型も見られる。元来の語順は明らかでない。

## 分類
諸説あるが、ほぼ次のように分類される：
- コルドファン語派：スーダン南部のコルドファンやヌバ山地（英語版）周辺、20言語ほど。
  - en:Talodi–Heiban languages
    - Heiban
      - East
        - en:Fungor language（Ko）
        - en:Werni language

      - Central
        - en:Koalib language
        - en:Logol language
        - en:Laro language
        - en:Heiban language
        - en:Otoro language

      - en:Shwai language
      - West 
        - en:Tiro language
        - en:Moro language

    - Talodi
      - en:Nding language
      - en:Talodi language
      - Tocho
        - en:Tocho language
        - en:Acheron language
        - en:Lumun language
        - en:Torona language

      - Masakin
        - en:Ngile language
        - en:Dengebu language

  - en:Lafofa languages
    - en:Tegem language
    - en:Amira language

  - en:Rashad languages
    - en:Tegali language
    - en:Tagoi language

  - en:Katla languages
    - en:Tima language（Domorik/Lomorik）
    - en:Katla language（Kaalak）
- マンデ語派：西アフリカ。
  - East Mande
    - South (east) Mande
      - Mano–Dan
        - en:Mano language
        - Guro–Dan
          - en:Dan language-en:Tura language
          - en:Guro language-en:Yaure language

      - Nwa–Beng
        - en:Mwan language-en:Wan language
        - en:Gagu language(Gban)-en:Beng language

    - Bisa–Busa
      - Samo–Busa
        - en:Samo language (Burkina)
        - Busa  languages
          - en:Busa language (Mande)-en:Boko language
          - en:Shanga language-en:Kyenga language

      - en:Bissa language

  - West Mande
    - Central West (Manding–Kpelle)
      - Central Mande
        - Manding–Jɔgɔ 
          - Jɔgɔ–Jeri
            - en:Jeri language
            - en:Jogo languages-en:Ligbi language

          - Manding–Vai
            - Vai–Kɔnɔ
              - ヴァイ語
              - en:Kono language

            - Manding–Mokole
              - マンディング諸語
                - Manding-West
                  - en:Kassonke language
                  - マンディンカ語
                  - en:Kita Maninka language
                  - en:Jahanka language

                - Manding-East
                  - en:Marka language
                  - バンバラ語（バンバラ族、マリの主要言語）
                  - ジュラ語
                  - マニンカ語（マンディンカ族）
                  - en:Bolon language

                - en:Sininkere language

              - en:Mokole languages

        - Soso-Yalunka
          - スースー語（スースー族（英語版））
          - ヤルンカ語（英語版）（ヤルンカ族（英語版））

      - Southwest  Mande
        - Mende–Loma
          - en:Loma language
          - Mende–Bandi
            - en:Bandi language-en:Zialo language
            - メンデ語-en:Loko language

        - クペレ語

    - Northwest (Samogo–Soninke)
      - Northwest  proper
        - Soninke–Bobo
          - en:Bobo language
          - Soninke–Bozo
            - ソニンケ語（ソニンケ族）
            - en:Bozo language

        - en:Samogo languages(partial: Duun–Sembla)

      - en:Jowulu language (Jɔ)
- 大西洋・コンゴ諸語
  - 大西洋語群（英語版）：
    - en:Bak languages
      - ジョラ語（セネガル）

    - セネガンビア諸語（英語版）
      - ウォロフ語（セネガル）
      - セレール語（セネガル、ガンビア）
      - フラニ語（サヘルの広い範囲で使われる遊牧民、フラニ族の言語）

    - en:Mel languages
      - テムネ諸語
        - テムネ語
        - en:Baga languages

      - en:Sua language
      - Bullom–Kissi
        - en:Bullom languages
          - en:Bom language
          - en:Bullom So language
          - en:Sherbro language
          - en:Krim language

        - キッシ語（英語版） - （キッシ族）

    - en:Limba language
    - en:Gola language

  - イジョイド語群（ナイジェリア）：
    - イジョ諸語（イジョ）
      - 西イジョ語
        - イゾン語（英語版）
        - Inland Ijaw 
          - en:Biseni language
          - en:Okodia language
          - en:Oruma language

      - 東イジョ語
        - en:Nkoroo language
        - カラバリ語（英語版）
        - en:Nembe language

    - デファカ語（英語版）

  - ドゴン語群（ドゴン族、マリ）
  - en:Volta–Niger languages（ナイジェリア）
    - en:Yoruboid languages
      - ヨルバ語

    - en:Igboid languages
      - イボ語

    - グベ諸語：（ガーナ、トーゴ、ベニン、ナイジェリア）
      - エウェ語
      - ゲン語（英語版）
      - フォン語
      - アジャ語（英語版）
      - フラ・フェラ諸語（英語版）

  - ボルタ・コンゴ語群（英語版）：
    - グル語群（英語版）：（ガーナ北部、コートジボワール、トーゴ、ブルキナファソ、マリ）
      - Northern Gur
        - オティ・ヴォルタ諸語（英語版）：（28言語）
          - ダバニ語（ガーナ北部）
          - モシ語（モシ人、ブルキナファソ）

        - en:Bwa languages
        - en:Koromfe language

      - Southern Gur
        - en:Gurunsi languages：（20言語）
        - Kirma–Tyurama
          - en:Cerma language
          - en:Turka language

        - Lobi–Dyan 
          - en:Lobi language
          - en:Dyan language

        - Doghose–Gan 
          - en:Doghose language
          - en:Kaansa language
          - en:Khisa language

        - Dogoso–Khe
          - en:Dogoso language
          - en:Khe language

    - アダマワ・ウバンギ語群（英語版）（Adamawa–Eastern）：
      - アダマワ諸語（英語版）
        - en:Leko–Nimbari languages
        - en:Mbum–Day languages
        - en:Bambukic languages（Waja–Jen/Yungur–Jen）
        - ニングォム語
        - en:Oblo language

      - ウバンギ諸語（英語版）
        - en:Zande languages
        - en:Banda languages
        - ンバンディ語（英語版）
          - サンゴ語（中央アフリカ）など。

        - en:Sere languages
        - en:Ngbaka languages
          - バカ語（英語版） - バカ・ピグミー

        - en:Mba languages

    - クル語群（英語版）：（アフリカ西部）
      - ベテ諸語（英語版）
      - ディダ語（英語版）
      - ウィー諸語（英語版）
        - ニャブワ語（英語版）

    - セヌフォ語群（主にコートジボワール、マリ）：
      - Northern Senufo
        - スピレ・ママラ諸語（英語版）

      - Central Senufo
        - カラボロ諸語（英語版）
        - セナリ諸語（英語版）
        - パラカ語（英語版）

      - Southern Senufo
        - タグワナ・ジミニ諸語（英語版）
        - ナファーンラ語（英語版）

    - クワ語群（英語版）：
      - en:Potou–Tano languages
        - Potou
          - en:Ebrié language
          - en:Mbato language

        - Tano
          - en:Krobu language
          - West Tano
            - en:Abure language
            - en:Eotile language

          - en:Central Tano languages
            - アカン諸語（ガーナ）
            - Bia 
              - North Bia
                - アンイイ語（アンイイ族）
                - バウレ語
                - en:Chakosi language
                - en:Sehwi language

              - South Bia 
                - en:Nzema language
                - en:Ahanta language
                - en:Jwira-Pepesa language

          - en:Guang languages
            - South Guang
              - en:Efutu language
              - en:Cherepon language
              - en:Gua language
              - en:Larteh language

            - North Guang
              - en:Chumburung language
              - en:Dwang language
              - en:Foodo language
              - en:Kyode language
              - en:Ginyanga language
              - en:Gonja language
              - en:Kplang language
              - en:Krache language
              - en:Nawuri language
              - en:Nchumbulu language
              - en:Nkonya language - en:Nkami language

      - en:Ga–Dangme languages
        - ガ語
        - アダングメ語

      - en:Ghana–Togo Mountain languages
        - Na-Togo
        - en:Basila language - en:Adele language
        - Ka-Togo
          - Avatime-Nyangbo
            - en:Avatime language
            - de:Nyangbo (Sprache)
            - de:Tafi (Sprache)

          - Kposo-Bowiri
            - en:Kposo language
            - en:Bowili language

          - Kebu-Animere
            - de:Akebu (Volk)
            - en:Animere language

      - Avikam–Alladian 
        - en:Avikam language
        - en:Alladian language

      - en:Attié language
      - en:Abé language
      - en:Adjukru language
      - en:Abidji language

    - ベヌエ・コンゴ語群（英語版）：次のようなものを含む：
      - バントゥー語群：非常に大きいグループ。
        - ニャサ諸語（英語版）
          - ンセンガ語（英語版）
          - チェワ語
          - トゥンブカ語

        - en:Botatwe languages
          - トンガ語 (バントゥー) (Dombe、Sala、en:Kafwe Twaを含む)
          - en:Lundwe language
          - en:Soli language
          - en:Lenje language (en:Lukanga Twaを含む)
          - Subia
            - en:Fwe language
            - en:Kuhane language

        - キンブンド諸語（英語版）
          - キンブンド語 (Mbundu)
          - en:Sama language (Angola)
          - en:Bolo language
          - en:Nsongo language (en:Teke–Mbede languagesとの説もある)

        - ムブンドゥ語
        - コンゴ諸語（英語版）
          - en:Bembe language (Kibembe)
          - Ndingi language
          - Mboka language
          - コンゴ語
          - Western Kongo language
          - Laari (Laadi) language
          - Yombe language

        - バンギ・テテラ諸語（英語版）
          - en:Bangi–Ntomba languages（C.30）
            - Zamba–Binza
              - en:Losengo language
              - en:Loki language
              - en:Ndolo language
              - en:Binza language
              - en:Dzamba language

            - Bangi–Moi
              - en:Bangi language
              - en:Mbompo language
              - en:Moi language (Congo)
              - en:Mpama language
              - en:Kuba language

            - en:Sakata language
            - Mongo
              - en:Sengele language
              - en:Ntomba-Bolia language
              - モンゴ語
              - en:Foto language
              - en:Kela language

            - リンガラ語
            - en:Bangala language

          - Soko–Kele languages（C50–60）
          - en:Tetela languages（C70）
          - en:Bushoong languages（C80）
            - ブションゴ語（英語版）

        - 南バントゥー諸語（英語版）
          - en:Makua languages
            - en:Makhuwa language
            - en:Makhuwa-Meetto language
            - en:Makhuwa-Shirima language
            - en:Makhuwa-Marrevone language
            - en:Koti language
            - ロムウェ語
            - en:Chuwabu language
            - en:Chuwabu language
            - en:Moniga language

          - ングニ諸語
            - 北ンデベレ語
            - 南ンデベレ語
            - コサ語
            - スワジ語
            - ズールー語

          - ソト・ツワナ諸語（英語版）
            - 北ソト語
            - ソト語（南ソト語）
            - ツワナ語

          - Tswa–Ronga languages
            - en:Ronga language
            - en:Tswa language
            - ツォンガ語

          - ヴェンダ語

        - ショナ諸語（英語版）
          - ショナ語

        - 北東バントゥー諸語（英語版）
          - Kikuyu–Kamba
            - en:Sonjo language
            - en:Cuka language
            - メル語
            - South 
              - カンバ語
              - キクユ語
              - en:Embu language

          - Chaga–Taita
          - en:Northeast Coast Bantu languages
            - Pare
            - en:Sabaki languages
              - スワヒリ語

            - Seuta
            - Ruvu
            - Mbugu language

          - Takama
          - グレート・レイク・バントゥー諸語（英語版）
            - en:Gungu language
            - en:Kabwari language
            - Konzo
              - en:Konjo
              - en:Nande language

            - Shi–Havu
              - en:Hunde language
              - en:Havu language
              - en:Shi language
              - en:Tembo (Kitembo) language
              - en:Shi language
              - en:Fuliiru language

            - en:Rwanda-Rundi
              - ルワンダ語
              - ルンディ語
              - en:Shubi language
              - en:Hangaza language
              - en:Ha language
              - en:Vinza language

            - Nyoro–Ganda
              - ガンダ語
              - ニャンコレ語
              - ニョロ語
              - en:Tooro language
              - en:Hema language
              - キガ語
              - en:Soga language
              - en:Gwere language
              - en:Nyala dialect (Luhya) (ルヒヤ)
              - en:Ruuli language
              - en:Kitara language
              - en:Nkore-Kiga language

            - Haya–Jita
              - ハヤ語
              - en:Talinga language
              - en:Zinza language
              - en:Kerewe language
              - en:Jita language
              - en:Kara language (Tanzania)
              - en:Kwaya language
              - en:Nyambo language

            - Masaba–Luhya
              - en:Masaba language
              - en:Bukusu language
              - ルヒヤ語
              - Nyole dialect (ルヒヤ)
                - en:Nyole dialect (Kenya) (ルヒヤ)
                - en:Nyole dialect (Uganda) (ルヒヤ)

              - en:Samia dialect (Luhya) (ルヒヤ)

            - Logooli–Kuria
              - en:Ngoreme language
              - en:Ikizu language
              - en:Suba language
              - en:Suba-Simbiti language
              - en:Kabwa language
              - en:Singa language
              - en:Logoli dialect (Luhya) (ルヒヤ)
              - en:Idaxo-Isuxa-Tiriki dialect (Luhya) (ルヒヤ)
              - グシイ語
              - en:Kuria language
              - en:Zanaki language
              - en:Ikoma language

            - en:Sumbwa language

          - Bena–Kinga

        - カヴァンゴ・南西バントゥー諸語（英語版）
          - Kavango
          - Southwest Bantu
            - オバンボ語（英語版）
              - クワニャマ方言
              - ンドンガ方言
              - クワンビ方言（英語版）

## 話者
ニジェール・コンゴ語族の話者はY染色体ハプログループE1b1aと関連している。